# Nombre de condensació
El nombre de condensació ({\displaystyle Co}) és un nombre adimensional que s'utilitza en la transferència tèrmica. S'utilitza per caracteritzar els fluxos de vapor condensats.
Hi ha dues versions d'aquest nombre: CoI i CoII.

## CoI
Es defineix de la manera següent:
{\displaystyle Co_{I}={\frac {h}{\lambda }}\left({\frac {{\mu }^{2}}{{\rho }^{2}\;g}}\right)^{\frac {1}{3}}}
on:
- h = coeficient de transferència tèrmica,
- λ = conductivitat tèrmica,
- μ = viscositat dinàmica,
- ρ = massa volúmica,
- g = acceleració gravitacional.

Aquest nombre també s'anomena coeficient de condensació en una pel·lícula. Representa relació de les forces viscoses i les forces de gravetat dels condensats.

## CoII
Es defineix de la manera següent:
{\displaystyle Co_{II}={\frac {{L_{c}}^{3}\;{\rho }^{2}\;g\;{\Delta }H_{\text{vap}}}{\lambda \;\mu \;\Delta T}}}
on:
- Lc = longitud característica,
- ρ = massa volúmica,
- g = acceleració gravitacional,
- ΔHvap =  entalpia de vaporització,
- λ = conductivitat tèrmica,
- μ = viscositat dinàmica,
- ΔT = diferència de temperatura a través de la pel·lícula líquida.

Aquest nombre també s'anomena coeficient de condensació dels vapors.